# Temple protestant du Raincy
Le temple protestant du Raincy est un édifice religieux situé 17, allée de l'Ermitage dans la commune du Raincy, en Seine-Saint-Denis. Fondée en 1878, la paroisse est membre de l'Église protestante unie de France.

## Histoire
À la Renaissance, la Réforme protestante est initiée en France à quelques kilomètres du Raincy, dans le cadre du Cénacle de Meaux. À partir de 1522, l'évêque de Meaux Guillaume Briçonnet et son vicaire et ami Jacques Lefèvre d'Étaples rassemblent autour d'eux des érudits humanistes tels que Guillaume Farel, François Vatable, Gérard Roussel, Martial Mazurier, Michel d'Arande, Pierre Caroli, Josse Clichtove. Beaucoup d'écrivains vivant à cette époque sont proches de ce mouvement, comme François Rabelais, Érasme ou Clément Marot. Ils sont soutenus par Marguerite de Valois-Angoulême, sœur aînée du roi François Ier et futur grand-mère maternelle d'Henri IV,.

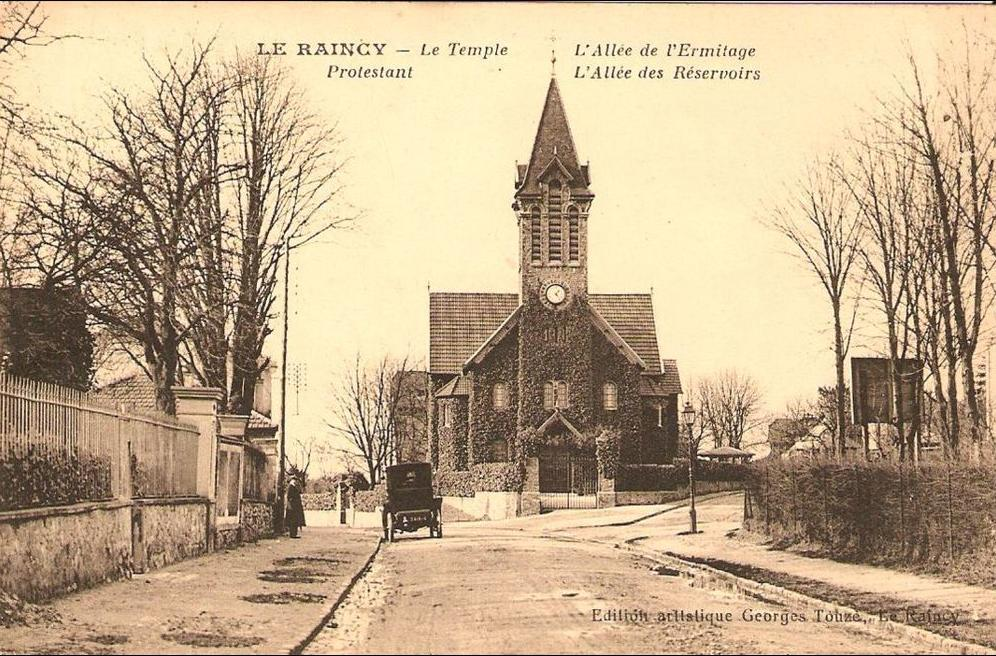
Le temple protestant en 1905

Après des siècles de persécution religieuse, les protestants obtiennent la liberté de culte avec la Déclaration des droits de l'homme et du citoyen de 1789. Napoléon Ier organise l’Église dans le cadre du Régime concordataire français avec les articles organiques de 1804. En 1864, le curé de l'église Notre-Dame-de-Livry témoigne dans une lettre au maire de la présence de protestants dans la commune. En 1865, le préfet de Seine-et-Oise autorise la célébration du culte dans la propriété du député Eugène Lecomte, au 1 boulevard du Nord. En 1869, Le Raincy prend son indépendance de Livry-Gargan et la nouvelle municipalité loue aux protestants une salle d'école chaque dimanche après-midi. En 1878 est inauguré le premier temple. En 1881 est accueilli un pasteur à plein temps. 
Le temple est rasé en 1897 pour en construire un plus grand, allée de l'Ermitage, avec une sacristie, une maison presbytérale et un orphelinat à l'arrière, « Les Petites Familles »,. Hermann Hérold, paroissien d'origine suisse, finance une grande partie des travaux, avec le pasteur Edouard Maury, héritier du président de Nestlé. Un orgue est inauguré le 9 avril 1899. Œuvre du facteur Joseph Merklin, il est à traction pneumatique, avec neuf jeux répartis sur trois claviers : 2 claviers manuels de 56 notes et 1 pédalier de 30 notes. Le temple est inauguré le lundi 18 novembre 1901. En 1910 sont installés deux triptyques de vitraux dans le transept, représentant au sud les trois réformateurs : le Français Jean Calvin devant la cathédrale Saint-Pierre de Genève, l'Allemand Martin Luther dans son cabinet de travail et le Suisse Ulrich Zwingli devant le Grossmünster de Zurich. Au nord, trois scènes des Évangiles : Jésus-Christ apaisant la tempête au lac de Tibériade, le Christ attirant les enfants à lui, et le Christ à Gethsémané.
En juillet 2020, le temple est classé au titre du patrimoine d'intérêt régional d'Île-de-France,,.
Le 15 septembre 2024 s'est déroulé la cérémonie d'inauguration du nouveau parvis et du clocher remis à neuf, avec la présence de plusieurs élus locaux.

## Architecture
L'édifice suit un plan basilical traditionnel de croix latine, dans un style néo-roman. Il est bâti en meulières et en briques et couvert de tuiles, long de 22,40 mètres, large de 13,70 mètres. La hauteur du clocher est de 25 mètres. Il peut accueillir près de 200 personnes. Les boiseries de la nef, de la table de communion et de la chaire sont particulièrement ouvragées. Sous la tribune de l'orgue s'inscrit un verset cité de l'Évangile selon Jean 4, 24 « Dieu est esprit, il faut que ceux qui l'adorent l'adorent en esprit et en vérité »